# 週城縣 (檳椥省)
週城縣（越南语：／）是越南槟椥省下辖的一个县。

## 地理
週城縣东接平大县，东南接槟椥市，西和南接㖼𦓿北县和则拉县，北接前江省美湫市、该礼县、週城縣和𢄂𥺊县。

## 历史
2020年1月10日，交和社并入交隆社。
2023年2月13日，越南国会常务委员会通过决议，自2023年4月10日起，仙水社改制为仙水市镇。
2024年10月24日，越南国会常务委员会通过决议，自2024年12月1日起，富安和社和安化社并入安福社，山和社和安合社并入祥多社，安庆社并入週城市鎮。

## 行政区划
週城縣下辖2市镇14社，县莅週城市鎮。
- 週城市鎮（Thị trấn Châu Thành）
- 仙水市镇（Thị trấn Tiên Thủy）
- 安福社（Xã An Phước）
- 交隆社（Xã Giao Long）
- 有定社（Xã Hữu Định）
- 富德社（Xã Phú Đức）
- 富足社（Xã Phú Túc）
- 福盛社（Xã Phước Thạnh）
- 贵山社（Xã Quới Sơn）
- 贵城社（Xã Quới Thành）
- 三福社（Xã Tam Phước）
- 新富社（Xã Tân Phú）
- 新石社（Xã Tân Thạch）
- 成肇社（Xã Thành Triệu）
- 仙龙社（Xã Tiên Long）
- 祥多社（Xã Tường Đa）